# Vilabrumièr
Vilabrumièr (en francès Villebrumier) és un municipi francès situat al departament de Tarn i Garona i a la regió d'Occitània.

## Monuments

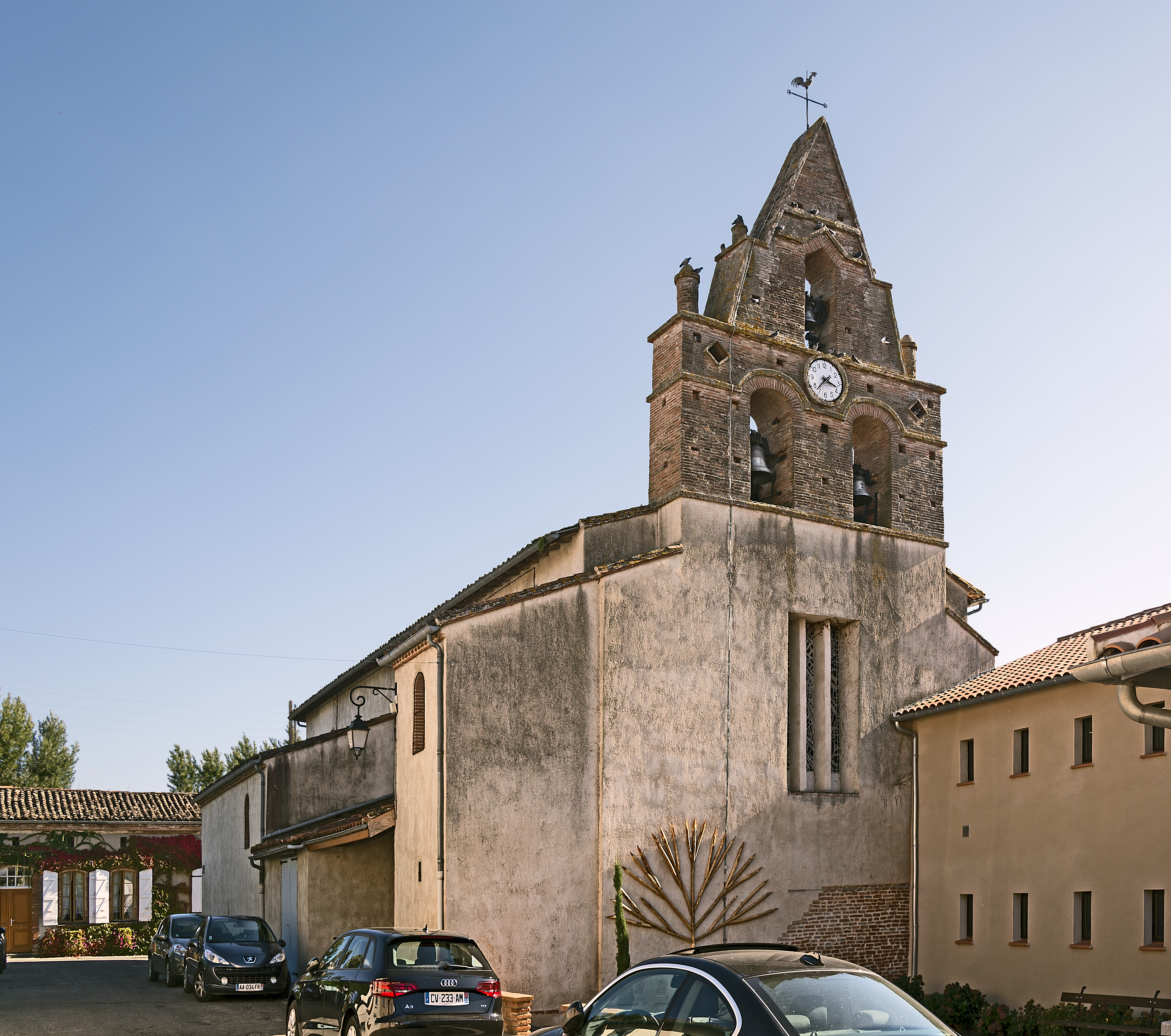
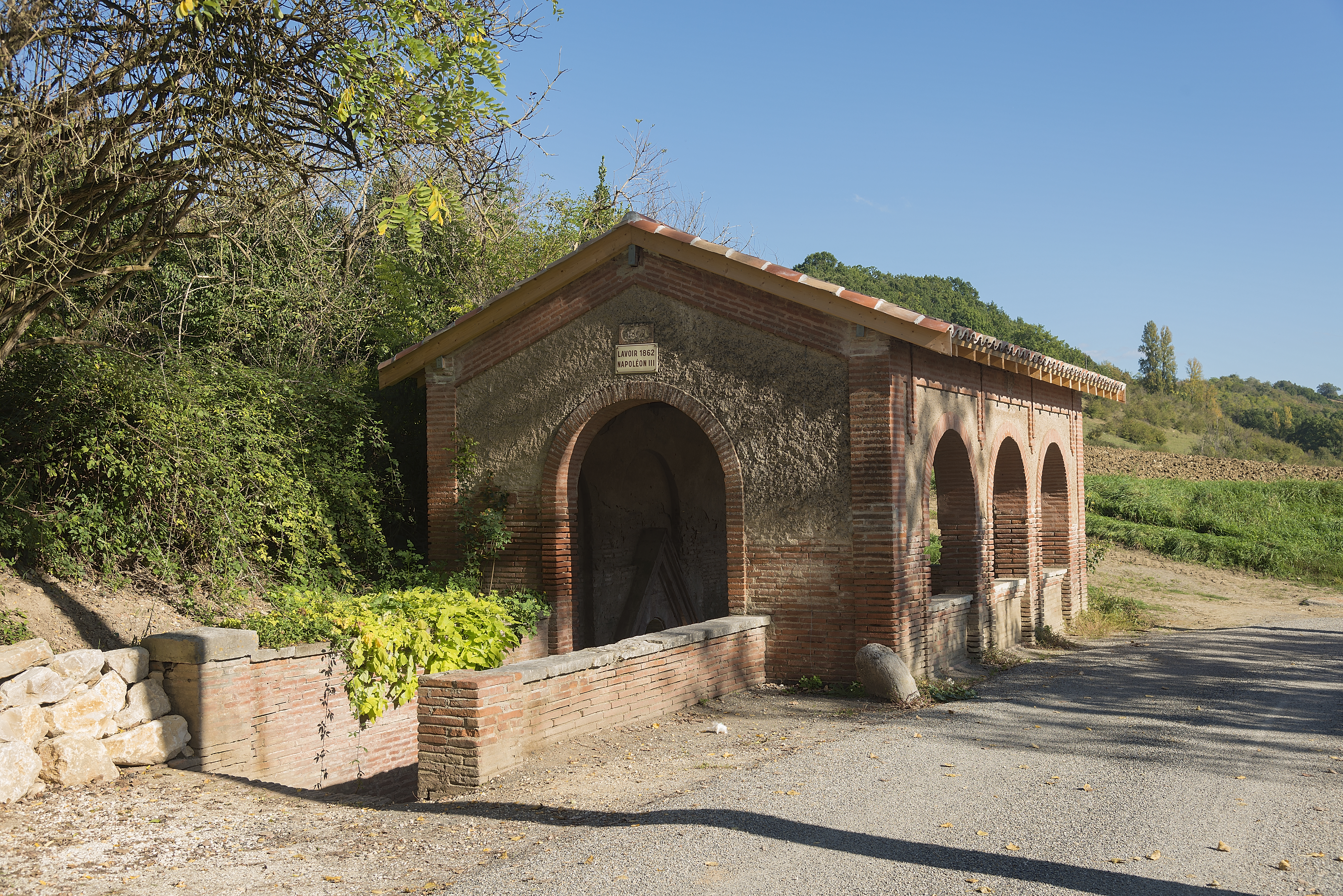
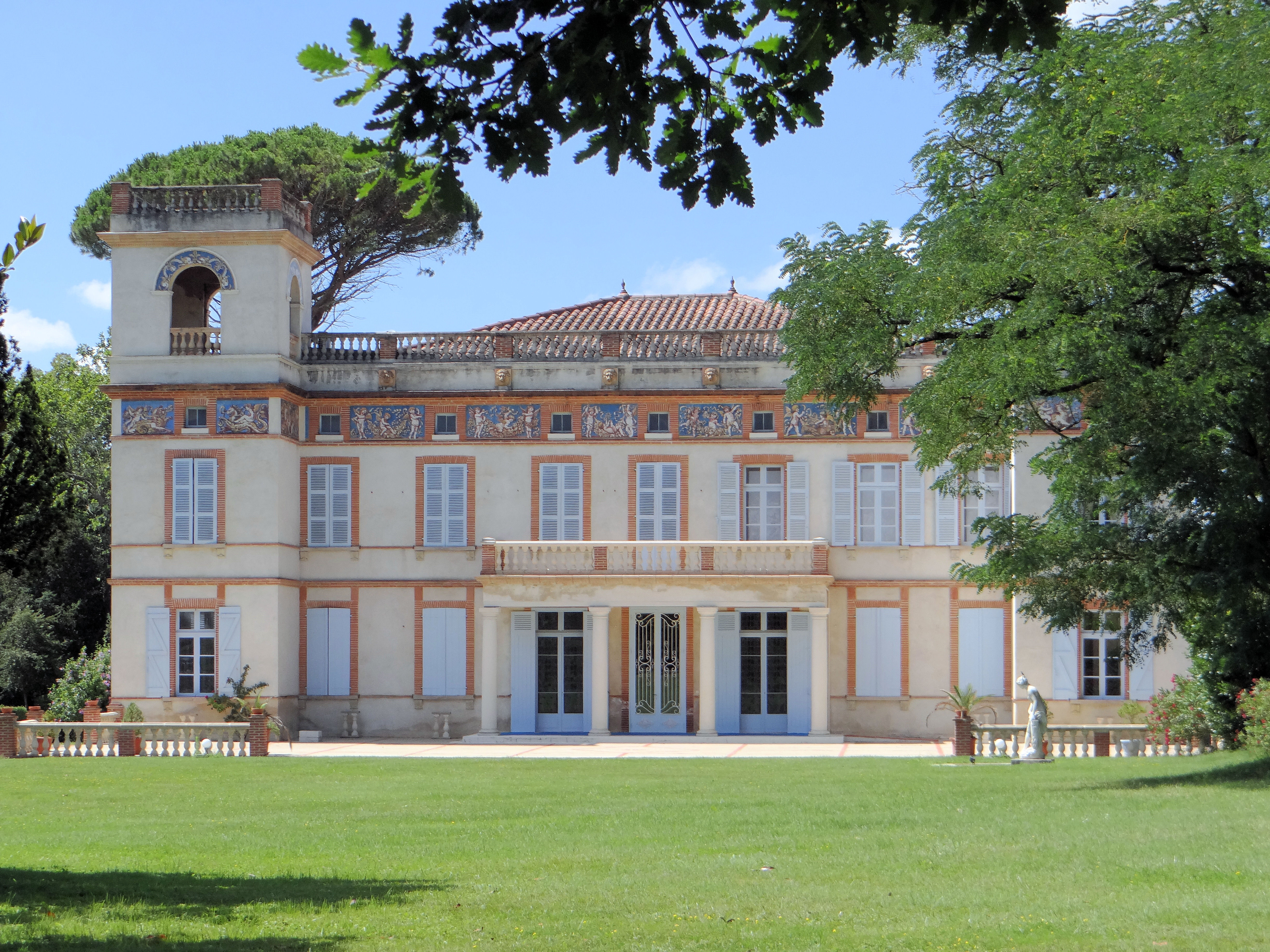

## Demografia
| 1962                                       | 1968 | 1975 | 1982 | 1990 | 1999 | 2010  |
| ------------------------------------------ | ---- | ---- | ---- | ---- | ---- | ----- |
| 512                                        | 534  | 548  | 675  | 729  | 915  | 1.168 |
| Des de 1962: població sense dobles comptes |      |      |      |      |      |       |

## Administració
| Període | Identitat      | Partit |
| ------- | -------------- | ------ |
| 2001-   | Étienne Astoul | PS     |